# Bonkers - Gatto combinaguai
Bonkers - Gatto combinaguai (Bonkers) è una serie televisiva d'animazione prodotta dalla Walt Disney Television Animation, spin-off della precedente Raw Toonage. Andò in onda in 65 episodi dal 28 febbraio 1993 al 23 febbraio 1994. La serie si basa su una premessa simile a quella del film Chi ha incastrato Roger Rabbit, essendo una buddy comedy con protagonisti un cartone animato (Bonkers D. Bobcat) e un essere umano di carattere opposto che indagano su casi riguardanti il mondo dei cartoni a Hollywood; le similitudini furono notate dal Los Angeles Times, che bocciò il tentativo di ricreare il mondo del film essendo la serie completamente animata. Per diversi anni si è creduto che Bonkers fosse un rimpiazzo di Roger Rabbit, i cui diritti sono detenuti in parte da Amblin Entertainment e da Gary Wolf; nel 2008 Greg Weisman, che aveva lavorato alla serie, chiarì che Bonkers fu concepito fin dall'inizio come un personaggio a parte benché Roger fosse servito da ispirazione.

## Trama
Bonkers D. Bobcat, una lince rossa antropomorfa star dei cartoni animati, viene licenziato perché i suoi film non riscuotono più il successo di un tempo. Ritrovatosi disoccupato, Bonkers salva accidentalmente Paperino da un tentativo di rapina, e viene premiato con un posto di lavoro nella divisione della polizia di Los Angeles dedicata ai cartoni, vivendo buffe e divertenti avventure prima in coppia con Lucky Piquel (rude poliziotto dotato di una profonda avversione per i cartoni) e poi con la giovane e bella poliziotta Miranda Wright. Oltre ai due poliziotti, Bonkers è affiancato, nelle sue indagini, dai suoi amici ed ex colleghi di lavoro tra cui Smontabile (coniglio antropomorfo che lavora come stuntman), la cerva Cerbiatto (della quale è innamorato) e il suo animaletto da compagnia Trombetta.

## Personaggi

### Personaggi principali
- Bonkers D. Bobcat è un'energica e iperattiva lince rossa antropomorfa (un gatto nel doppiaggio italiano) a cartoni animati che lavora nella divisione cartoni del dipartimento di polizia di Hollywood. Benché Bonkers abbia buone intenzioni, di solito disturba i suoi colleghi a causa della sua mancanza di esperienza nelle forze dell'ordine e della sua selvaggia ed esagerata natura di cartone animato. Egli infatti dice a Lucky di non essere bravo a pensare in modo logico essendo un cartone animato. Nonostante sia un ufficiale di polizia con tanto di distintivo, Bonkers è sempre disarmato. Il personaggio subisce un evidente cambiamento nel design e nel carattere dagli episodi in cui lavora con Lucky a quelli in cui lavora con Miranda. Nei primi (prodotti da Robert Taylor) Bonkers ha delle orecchie sottili, due macchie nere su ciascuno dei suoi ciuffi ai lati della bocca e strisce nere sulla coda, si controlla maggiormente (benché iperattivo) e possiede una vasta conoscenza dei cartoni e del loro comportamento. Nei secondi (prodotti da Duane Capizzi, Robert Hathcock e Greg Weisman prima di quelli con Lucky) Bonkers mantiene il suo design da Raw Toonage, con una sola macchia marrone sui ciuffi, orecchie a mazza da golf e una coda spelacchiata con la punta bianca, ed è rappresentato come un personaggio piuttosto goffo e sciocco che finisce sempre per diventare il sacco da boxe della serie. Il primo episodio mostra che Bonkers assume il design di Raw Toonage grazie a del trucco. È doppiato in inglese da Jim Cummings e in italiano da Marco Mete.
- Il detective Lucky Piquel è il primo partner di Bonkers. Baffuto e obeso, è calvo ma indossa un parrucchino. Lucky è un investigatore serio, severo e scaltro, il cui approccio da manuale alla risoluzione dei crimini è in contrasto con quello decisamente più maniacale di Bonkers. Il capo Kanifky di solito scambia il suo cognome per Piccolo (in inglese Pickle, che significa "cetriolo sottaceto"). Nei primi episodi in cui appare, sconfigge i cattivi cadendo su di loro o schiacciandoli sotto la sua enorme mole. È caratterizzato da una spiccata antipatia per i cartoni, di cui non ama né l'umorismo né l'iperattività. Tuttavia tale avversione, col passare degli episodi, si attenua, grazie anche alla vicinanza del suo partner, con il quale ha un rapporto di amore-odio. In "Un allievo turbolento" viene rivelato che il suo secondo nome è Shirley e che la circonferenza della sua vita misura 135 centimetri. Guida una macchina di pattuglia piuttosto sgangherata. È doppiato in inglese da Jim Cummings e in italiano da Sandro Sardone.
- Miranda Wright è la seconda partner di Bonkers. Gentile e onesta, è molto più tollerante nei confronti dei manierismi dei cartoni rispetto a Lucky. Sebbene a volte debba limitare personalmente il comportamento sporadico di Bonkers, questo non sembra infastidirla e a volte ne sembra persino divertita. Il suo nome è un gioco di parole sui diritti Miranda. È doppiata in inglese da Karla DeVito e in italiano da Laura Boccanera.

### Personaggi secondari
- Leonard Kanifky è il distratto capo del dipartimento di polizia di Hollywood. Appare quasi esclusivamente negli episodi con Lucky, mentre gli unici episodi con Miranda in cui è presente sono "Un pomeriggio da cani cartoni" e "Prigioniero da cartone". Tende a divagare. È doppiato in inglese da Earl Boen e in italiano da Stefano Mondini.
- Il sergente Francis Q. Grating, detto Frank, è il supervisore di Bonkers e Miranda negli episodi con quest'ultima. Una gag ricorrente è che Grating viene quasi fatto impazzire da Bonkers. Infatti, come Lucky, odia i cartoni. Tuttavia, in "Prigioniero da cartone", stringe amicizia con l'orologio di Bonkers dopo le loro avventure alla Wackytoons Studio. In "Un pomeriggio da cani cartoni" mostra un po' di riluttante rispetto per Bonkers dopo essere stato salvato dalla rapina in banca. È doppiato in inglese da Ron Perlman.
- Smontabile (Fall Apart Rabbit) è il migliore amico di Bonkers e la sua ex controfigura, che appare solo negli episodi con Lucky. È un coniglio goffo che cade letteralmente a pezzi con un nonnulla e deve indossare bende su varie parti del corpo per tenerlo insieme. È spesso molto stupido e sciocco, anche per un cartone. È doppiato in inglese da Frank Welker e in italiano da Roberto Certomà.
- Cerbiatto (Fawn Deer) è il principale interesse amoroso di Bonkers e la co-protagonista dei suoi cartoni animati. Bonkers è disposto a fare qualsiasi cosa per compiacerla e impressionarla. Fortunatamente per Bonkers, Cerbiatto ricambia chiaramente il suo ovvio amore per lei, come dimostra in numerose occasioni baciandolo sulla guancia e talvolta sulle labbra. Appare principalmente negli episodi con Miranda. È doppiata in inglese da Nancy Cartwright e in italiano da Stefanella Marrama.
- Marilyn Piquel è la geniale figlia di Lucky. È un'aspirante artista e sceneggiatrice e ha una profonda connessione coi cartoni come Bonkers (il suo preferito è la star della TV Skunky Skunk). È perfettamente autonoma e aiuta suo padre in molti dei suoi casi, essendo per lui la voce della saggezza o una fonte di conoscenza. Sebbene assomigli a sua madre (a parte i suoi grandi occhiali rotondi e la faccia lentigginosa), ha il colore dei capelli di suo padre. È doppiata in inglese da Sherry Lynn e in italiano da Eleonora De Angelis.
- Dilandra "Dyl" Piquel è la comprensiva moglie di Lucky che sostiene suo marito e talvolta incoraggia la loro figlia Marilyn. È doppiata in inglese da April Winchell e in italiano da Serena Verdirosi.
- Trombetta (Toots) è il clacson domestico di Bonkers, che appare solo negli episodi con Lucky. È doppiata da Frank Welker.
- Il Cappellaio Matto (Mad Hatter) e il Leprotto Bisestile (March Hare) da Alice nel Paese delle Meraviglie sono gli ex truccatori di Bonkers e apparentemente vivono nella Scritta Hollywood, dove la porta si trova sulla "H". Sono doppiati in inglese da Corey Burton e Jesse Corti e in italiano da Francesco Pannofino e Vittorio Stagni.
- Sirena (Police Light) e Broderick sono rispettivamente un lampeggiante e una radio a cartoni animati, ex colleghi di Bonkers in un cartone poliziesco. Sono doppiati in inglese da Charlie Adler e Jim Cummings.
- Jitters A. Dog è un piccolo cane nervoso, spalla di Bonkers in Raw Toonage e principalmente negli episodi con Miranda. Egli subisce costantemente seri danni fisici a causa dell'incoscienza di Bonkers (e occasionalmente di altri). Il suo tormentone è "Odio la mia vita" ed è conosciuto come il "migliore amico" di Bonkers, sebbene lui stesso possa non essere d'accordo. È doppiato in inglese da Jeff Bennett e in italiano da Marco Guadagno.
- Grumbles Grizzly è un orso grizzly che era il severo capo di Bonkers in Raw Toonage e appare occasionalmente nella serie. È doppiato in inglese da Rodger Bumpass e in italiano da Simone Mori.
- Il professor Pico De Paperis (Ludwig Von Drake) è un papero scienziato che a volte appare come un esperto scientifico o creatore di invenzioni che Bonkers usa nei suoi casi. È doppiato in inglese da Corey Burton e in italiano da Eugenio Marinelli.
- Bucky Buzzsaw è un castoro a cartoni che recita nel suo programma ai Wackytoons Studios. Appare negli episodi di Miranda. È doppiato in inglese da Pat Fraley.
- Aloysius "Al" Vermin è lo scarafaggio a cartoni che fa da nemesi di Bonkers negli episodi con Miranda. È doppiato in inglese da Robert Ridgely.

## Episodi
Bonkers - Gatto combinaguai andò in onda in 65 episodi dal 4 settembre 1993 al 23 febbraio 1994 in syndication nel blocco di programmazione The Disney Afternoon (dopo che nove episodi erano stati trasmessi in anteprima su Disney Channel all'inizio del 1993).

## Edizione italiana
L'edizione italiana fu trasmessa dal 13 dicembre 1993 al 1994 su Canale 5 nel programma A tutto Disney. Il doppiaggio fu eseguito dalla C.D.C. e diretto da Manlio De Angelis su dialoghi di Serafino Murri.

## Edizioni VHS
L'unica edizione home video della serie consiste in tre VHS pubblicate in America del Nord nel 1995 e contenenti ognuna due episodi. Le versioni italiane, pubblicate nella collana Cartoon Mania, sono le seguenti:
| Titolo VHS                  | Episodi contenuti                                            | Data di uscita |
| --------------------------- | ------------------------------------------------------------ | -------------- |
| Il gatto col distintivo     | "Bonkers star di Hollywood" "Bonkers poliziotto combinaguai" | Marzo 1996     |
| Che fine ha fatto Topolino? | "Che fine ha fatto Topolino?" "Che tempo fa?"                | Giugno 1996    |
| Bonkers in accademia        | "Bonkers in accademia" "Buon compleanno"                     | Febbraio 1997  |

## Altri media

### Videogiochi
Furono realizzati tre videogiochi a piattaforme come tie-in della serie. Nel primo, pubblicato per Sega Mega Drive il 1º ottobre 1994 e intitolato Bonkers, il protagonista scopre che il premio come "poliziotto del mese" verrà assegnato a chi catturerà quattro criminali: Ma Parker (dall'episodio "Duello all'ultimo rottame"), The Rat (dall'episodio "Che fine ha fatto Topolino?"), Mr. Big (dall'episodio "Un criceto per amico") e Harry la borsa (dall'episodio omonimo). Dato che Lucky è in vacanza, i malfattori dovranno essere catturati da Bonkers.
Nel secondo, sempre intitolato Bonkers e pubblicato da Capcom per Super Nintendo Entertainment System il 15 dicembre 1994, Bonkers è nel suo primo caso da solo a causa del ricovero in ospedale di Lucky, e deve recuperare tre tesori di Cartoonia: il cappello da stregone (da Fantasia), la voce della sirena (da La sirenetta) e la lampada magica (da Aladdin). Il gioco fu pubblicato solo in America del Nord e Giappone.
Il terzo gioco, pubblicato nel 1994 per Game Gear e (solo in Brasile) per Sega Master System, è intitolato Bonkers: Wax Up! e vede il protagonista impegnato nel salvare famosi cartoni dalla minaccia di Madame Who-Said che li vuole trasformare in statue di cera.

### Fumetti
Tra il 1993 e il 1997 furono pubblicate (principalmente per il periodico statunitense Disney Adventures e quello francese Le Journal de Mickey) una ventina di storie a fumetti basate sulla serie, alcune di esse tradotte in italiano e pubblicate nel trimestrale DuckTales - Avventure di paperi.